# Walter Seipp
Walter Seipp (* 13. Dezember 1925 in Langen bei Frankfurt am Main; † 4. Februar 2015) war ein deutscher Bankmanager.

## Werdegang
Nach dem Ende des Zweiten Weltkriegs studierte er Rechtswissenschaften in Frankfurt. 1952 promovierte er und legte 1953 legte die juristische Staatsprüfung ab.
1954 trat er seine erste Stelle bei der Deutschen Bank an, bei der er ab 1970 Generalbevollmächtigter war. 1974 wechselte er zur Westdeutschen Landesbank, bei der er in den Vorstand berufen wurde. Sein Zuständigkeitsbereich war das internationale Geschäft. 1981 wurde Seipp Vorstandsvorsitzender bei der Commerzbank. Dies blieb er bis 1991. Von 1991 bis 1999 war er im Aufsichtsrat der Commerzbank. Danach wurde er zum Ehrenvorsitzenden des Aufsichtsrats der Commerzbank ernannt.

## Auszeichnungen
Das Große Verdienstkreuz des Verdienstordens der Bundesrepublik Deutschland wurde ihm im Juli 1990 verliehen.